# Чемпионат мира среди легковых автомобилей

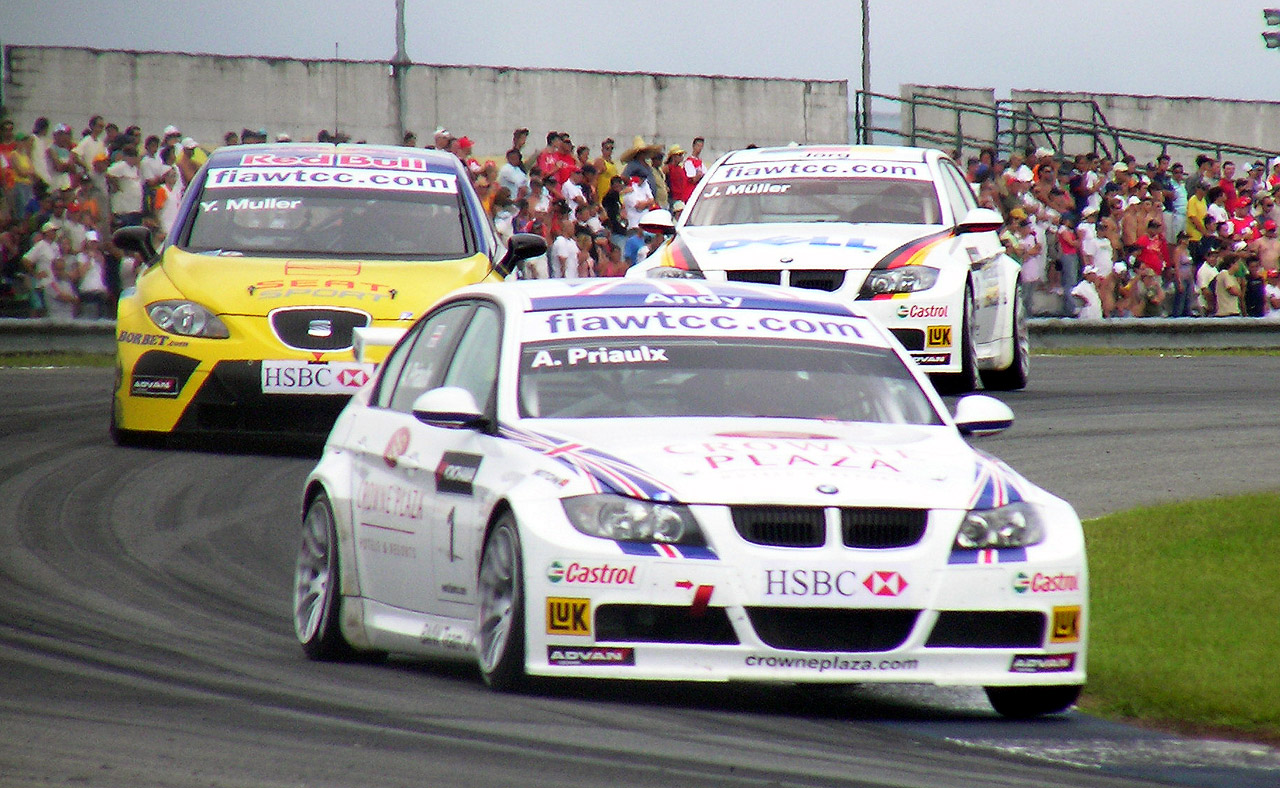
Пилоты WTCC на трассе в бразильской Куритибе в 2007 году.

Чемпионат мира среди легковых автомобилей (англ. World Touring Car Championship (WTCC)) — международный чемпионат среди легковых автомобилей, проводимый FIA.

## История
Первый розыгрыш чемпионата мира прошёл в 1987 году по регламенту Группы А. По сути, это был проводившийся в тот же год туринговый чемпионат Европы (ETCC), дополненный несколькими раундами в других частях света. В частности в календарь были включены две гонки в Австралии (в том числе и легендарная Bathurst 1000), Новой Зеландии и в Японии (на Фудзи Спидвей). Чемпионом мира стал итальянец Роберто Равалья на BMW M3. Дебютный чемпионат получился слишком успешным и популярным — опасаясь оттока спонсорского и болельщицкого внимания от Формулы-1 FIA предпочла временно закрыть чемпионат в данной категории.
В 1993 году к идее введения мирового первенства среди легковых автомобилей вернулись. FIA создала кубок мира для набравшей большую популярность супертуринговой техники. Соревнование проводилось в один этап для пилотов, участвующих в различных национальных чемпионатах по всему миру. Соревнование проводилось на протяжении трёх лет — с 1993 по 1995 год — но в 1996-м было отменено из-за малого числа заявок.
C 2001 года FIA возобновила поддержку ETCC. К 2005 году, набрав довольно большое число заинтересованных производителей, федерация придала серии статус чемпионата мира. Ныне WTCC считается третьим по силе чемпионатом мира FIA после Формулы-1 и WRC.
Нынешний регламент чемпионата предполагает использование техники, подготовленной по регламенту Super 2000. Рабочий объём двигателя ограничен 2000 куб. см. Регламент серии запрещает многие обычные технологии, используемые в серийных машинах — изменение фазы газораспределения, изменение геометрии турбины, АБС тормозов и система контроля тяги.
В 2008 году WTCC стал первым чемпионатом FIA, который был выигран на машине, оснащённой турбодизельным двигателем. Первым турбодизельным чемпионом стал SEAT и его автомобиль SEAT León TDI. Титул марке принёс француз Иван Мюллер.
Как и некогда в 1987 году основная часть этапов проводится в Европе. Календарь также дополнен этапами в Бразилии, Марокко, Японии и Китае (в том числе и хорошо известный этап на Guia Circuit).

## Техника
С 2005 по 2010 год в гонках принимали участие автомобили различных марок: BMW, SEAT, Chevrolet, Ford, Honda, Lada и другие, подготовленные для участия в классе Super 2000 и Diesel 2000. На нескольких этапах вне зачёта участвовали автомобили Volvo с гибридным двигателем, работающим на биоэтаноле E85 (смесь бензина и спирта). С 2009 года все автомобили, участвующие в гонках, используют в качестве горючего биотопливо двух видов: биоэтанол второго поколения (E10) и био-дизель (для дизельных машин).
В 2011—2012 годах в чемпионат, по новым спецификациям, были допущены переднеприводные и заднеприводные автомобили класса S2000 с моторами S1600-турбо, а также автомобили по старым спецификациям S2000, включая переднеприводные автомобили с дизельным мотором.
Начиная с 2013 года, чемпионат полностью перешёл на правила S2000 с моторами S1600-турбо, без возможности принимать участие на автомобилях подготовленных по старым спецификациям S2000 и Diesel 2000, кроме азиатских этапов, где местным пилотам разрешено использовать старые автомобили.

## Спортивный регламент

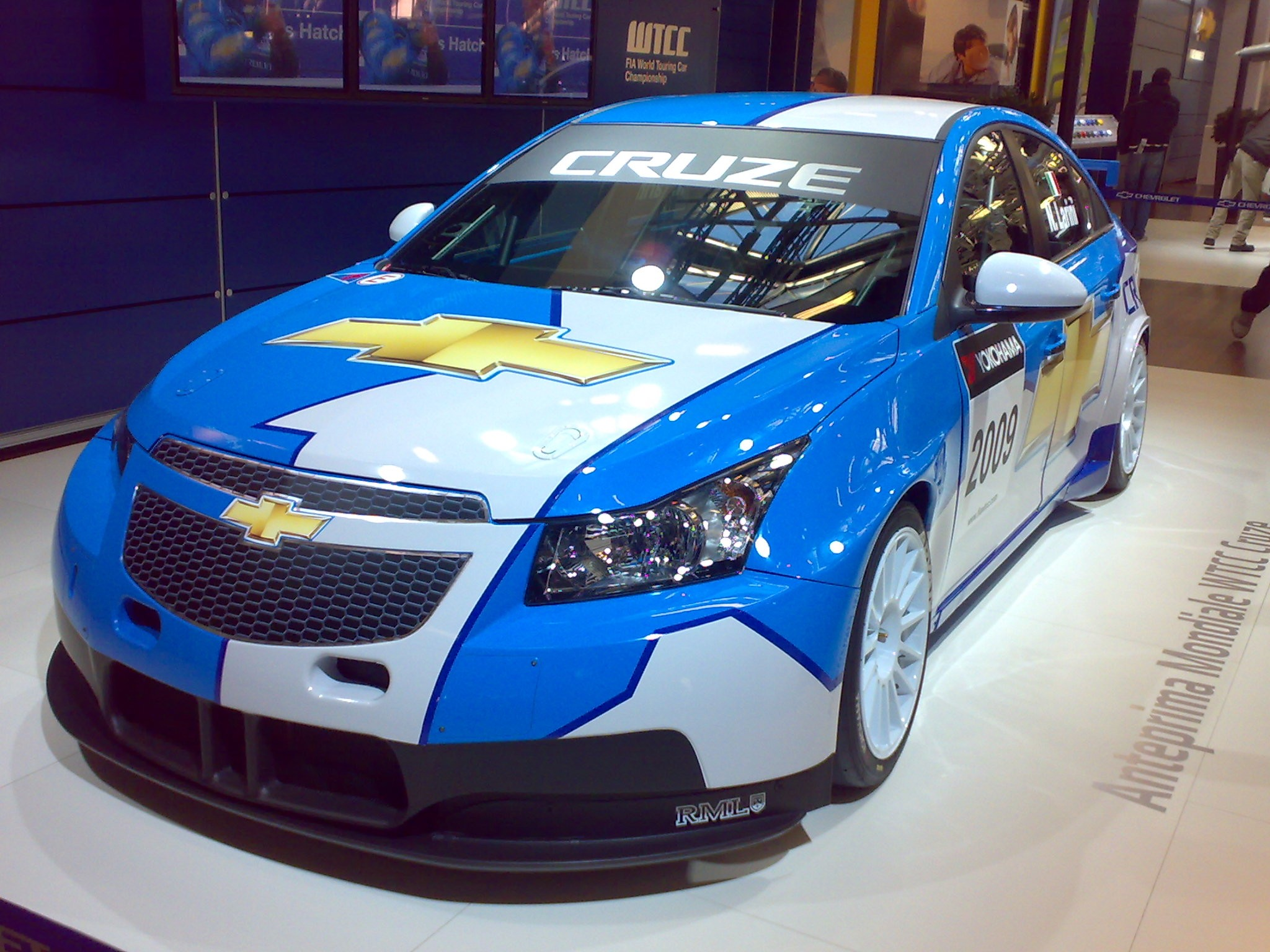
Chevrolet Cruze — сильнейшая машина чемпионата 2010-13 годов.

Квалификация WTCC состоит из двух сегментов. Первый длится 20 минут, и в нём участвуют все участники чемпионата. Второй сегмент длится 10 минут, и в нём участвует лишь первая десятка лидеров первого сегмента квалификации (на городских трассах 30 и 15 минут соответственно). До 2009 года квалификация длилась 30 минут и проходила в один сегмент.
На каждом этапе WTCC проводится по 2 гонки. Старт первой гонки производится с хода, второй — с места. Расположение автомобилей на стартовой решётке в первом заезде — согласно квалификации, второй — в обратном порядке первой восьмерки финишировавших. Очки в чемпионате начисляются финишировавшим за места с 1 по 8, по системе 10-8-6-5-4-3-2-1.
С 2010 года, как и в Формуле-1 начисление очков ведётся по новой системе: 25-18-15-12-10-8-6-4-2-1. Теперь вместо восьми пилотов зачётные очки получает первая десятка. При этом стартовая решётка второй гонки формируется как и прежде: в обратном порядке первой восьмерки финишировавших.
С 2011 года формирование стартовой решётки второй гонки изменено. Теперь она формируется не по результатам первой гонки, а по результатам 1 части квалификации, при этом реверсивно переставляются не 8 автомобилей как ранее, а десять. Также в 2012 году изменился и формат квалификации, во второй сегмент выходят 12 автомобилей, а лучшей пятёрке пилотов по итогам квалификации начисляются зачётные очки по системе 5-4-3-2-1. В 2013 году стартовая решётка второй гонки формируется согласно результату 2 части квалификации: 10 автомобилей, показавшие лучший результат, выстраиваются на старте в обратном порядке, далее следуют 11-я и 12-я машины, а за ними — оставшиеся автомобили, в соответствии с результатом 1 части квалификации.
Гоночный уик-энд проводится в 2 или 3 дня в зависимости от места расположения трассы. Обычно этапы, проходящие за пределами Европы, проводятся за 2 дня. С 2009 года так проводятся все этапы.
- Пятница — свободные тестовые заезды (в основном проводятся на выездных этапах за пределами Европы);
- Суббота — практика и квалификация;
- Воскресенье — утренняя разминка, первая и вторая гонка.

В WTCC присутствуют Абсолютный и Независимый (частный) зачёт. В Абсолютном зачёте участвуют все пилоты чемпионата, заводские и независимые команды и пилоты, но поскольку возможности частников ограничены, специально для них был создан Независимый зачёт Yokohama Trophy (В 2005 — Michelin Independents' Trophy). Сделано это было чтобы сохранить в чемпионате присутствие частников, так как они составляют практически половину всего пелотона.
В 2010 году были введены новые зачёты. Зачёт новичков чемпионата, в котором участвовали только те пилоты, которые проводят свой первый сезон в WTCC, а также зачёт быстрых кругов, поддерживаемый одним из спонсоров WTCC — компанией Monroe. В сезоне 2011 года с приходом турбированных моторов объёмом 1.6 литра введён зачёт Jay-Ten Trophy, для автомобилей подготовленных по старой спецификации S2000 с 2.0 литровыми двигателями. В 2013 году введён зачёт для азиатских пилотов, принимающих участие на трёх последних азиатских этапах WTCC в Китае, Японии и Макао — Asia Trophy. В этот зачёт допускаются автомобили подготовленные по старым спецификациям S2000 с двухлитровыми двигателями.

## Чемпионы прошлых лет

### Заводской зачёт
|       | Чемпионат пилотов | Чемпионат пилотов    | Чемпионат пилотов    |  | Командный чемпионат      | Командный чемпионат                        |
| Сезон | Пилот             | Команда              | Машина               |  | Команда                  | Машина                                     |
| ----- | ----------------- | -------------------- | -------------------- |  | ------------------------ | ------------------------------------------ |
| 1987  | Роберто Равалья   | Schnitzer Motorsport | BMW M3               |  | Eggenberger Racing No. 7 | Ford Sierra RS Cosworth Ford Sierra RS 500 |
|       | Чемпионат пилотов | Чемпионат пилотов    | Чемпионат пилотов    |  | Чемпионат производителей | Чемпионат производителей                   |
| Сезон | Пилот             | Команда              | Машина               |  | Марка                    | Машина                                     |
| 2005  | Энди Приоль       | BMW Team UK          | BMW 320i             |  | BMW                      | BMW 320i                                   |
| 2006  | Энди Приоль       | BMW Team UK          | BMW 320si            |  | BMW                      | BMW 320si                                  |
| 2007  | Энди Приоль       | BMW Team UK          | BMW 320si            |  | BMW                      | BMW 320si                                  |
| 2008  | Иван Мюллер       | SEAT Sport           | SEAT León TDI        |  | SEAT                     | SEAT León TDI                              |
| 2009  | Габриэле Тарквини | SEAT Sport           | SEAT León 2.0 TDI    |  | SEAT                     | SEAT León 2.0 TDI                          |
| 2010  | Иван Мюллер       | Chevrolet            | Chevrolet Cruze LT   |  | Chevrolet                | Chevrolet Cruze LT                         |
| 2011  | Иван Мюллер       | Chevrolet            | Chevrolet Cruze 1.6T |  | Chevrolet                | Chevrolet Cruze 1.6T                       |
| 2012  | Роберт Хафф       | Chevrolet            | Chevrolet Cruze 1.6T |  | Chevrolet                | Chevrolet Cruze 1.6T                       |
| 2013  | Иван Мюллер       | RML                  | Chevrolet Cruze 1.6T |  | Honda                    | Honda Civic                                |
| 2014  | Хосе Мария Лопес  | Citroën              | Citroën C-Elysee     |  | Citroën                  | Citroën C-Elysee                           |
| 2015  | Хосе Мария Лопес  | Citroën              | Citroën C-Elysee     |  | Citroën                  | Citroën C-Elysee                           |
| 2016  | Хосе Мария Лопес  | Citroën              | Citroën C-Elysee     |  | Citroën                  | Citroën C-Elysee                           |

### Трофей независимых команд
|       | Победители личного зачёта | Победители личного зачёта | Победители личного зачёта |  | Победители командного зачёта | Победители командного зачёта |
| ----- | ------------------------- | ------------------------- | ------------------------- |  | ---------------------------- | ---------------------------- |
| Сезон | Пилот                     | Команда                   | Машина                    |  | Команда                      | Машина                       |
| 2005  | Марк Хеннерици            | Wiechers-Sport            | BMW 320i                  |  | Proteam Motorsport           | BMW 320i                     |
| 2006  | Том Коронель              | GR Asia                   | SEAT León                 |  | GR Asia                      | SEAT León                    |
| 2007  | Стефано Д'Асте            | Wiechers-Sport            | BMW 320si                 |  | Proteam Motorsport           | BMW 320si                    |
| 2008  | Серхио Эрнандес           | Proteam Motorsport        | BMW 320si                 |  | Proteam Motorsport           | BMW 320si                    |
| 2009  | Том Коронель              | SUNRED Engineering        | SEAT León 2.0 TFSI        |  | SUNRED Engineering           | SEAT León 2.0 TFSI           |
| 2010  | Серхио Эрнандес           | Proteam Motorsport        | BMW 320si                 |  | Proteam Motorsport           | BMW 320si                    |
| 2011  | Кристиан Поульсен         | Liqui Moly Team Engstler  | BMW 320 TC                |  | Liqui Moly Team Engstler     | BMW 320 TC                   |
| 2012  | Норберт Мицелис           | Zengő Motorsport          | BMW 320 TC                |  | Lukoil Racing                | SEAT León WTCC               |
| 2013  | Джеймс Нэш                | bamboo-engineering        | Chevrolet Cruze 1.6T      |  | RML                          | Chevrolet Cruze 1.6T         |
| 2014  | Франц Энгстлер            | Liqui Moly Team Engstler  | BMW 320 TC                |  | ROAL Motorsport              | Chevrolet RML Cruze TC1      |
| 2015  | Норберт Мицелис           | Zengő Motorsport          | Honda Civic WTCC          |  | ROAL Motorsport              | Chevrolet RML Cruze TC1      |
| 2016  | Мехди Беннани             | Sébastien Loeb Racing     | Citroën C-Elysee          |  | Sébastien Loeb Racing        | Citroën C-Elysee             |